# Guglielmo
Guglielmo är ett italienskt förnamn. Motsvarigheten på svenska är Vilhelm, på tyska Wilhelm, på franska Guillaume och på engelska William.

## Personer med namnet Guglielmo

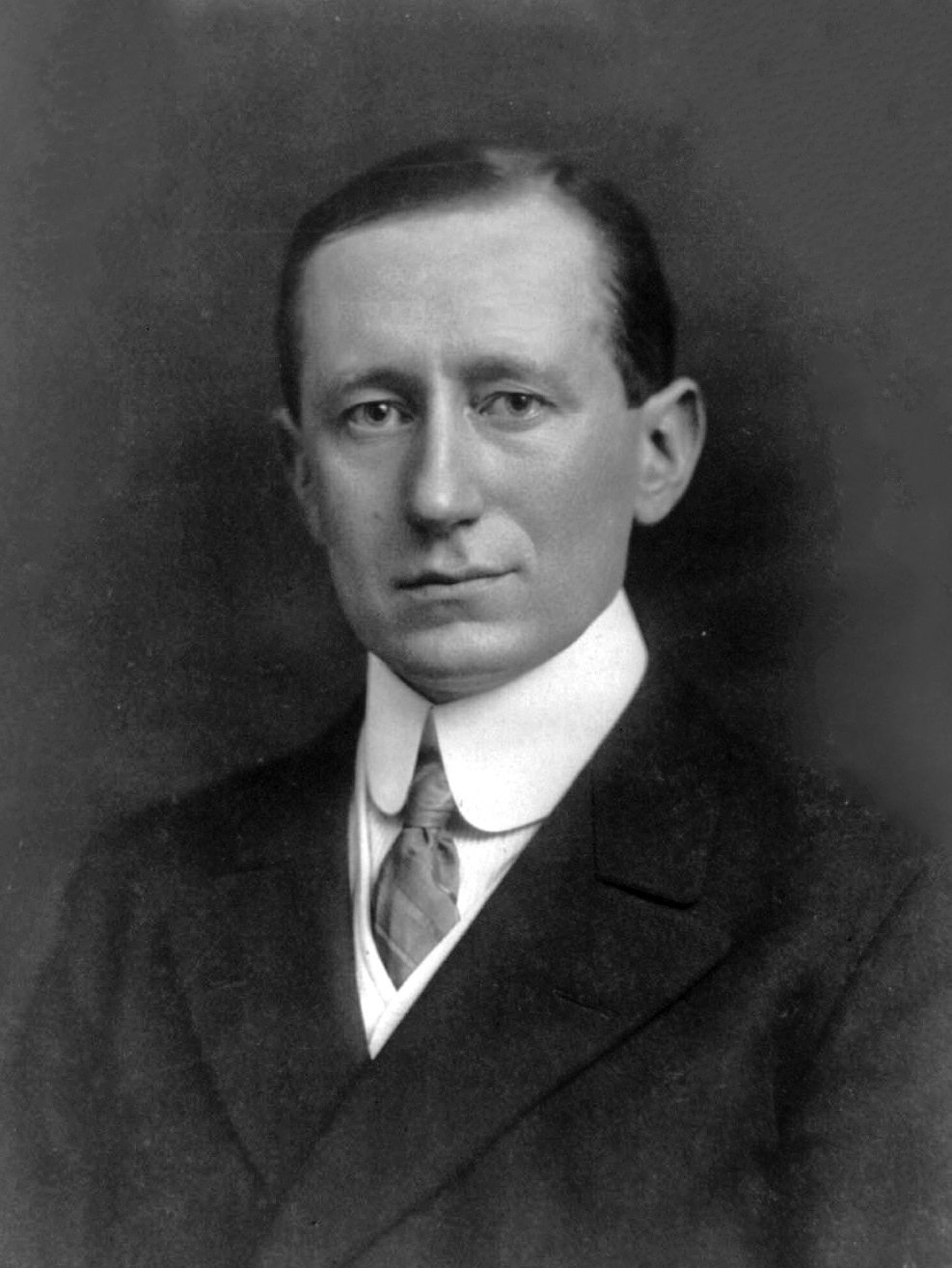
Guglielmo Marconi, 1908.

- Guglielmo della Porta, italiensk skulptör och arkitekt
- Guglielmo Agnelli, italiensk medeltida skulptör
- Guglielmo Marconi, italiensk uppfinnare

## Fiktiva
- Guglielmo - barytonroll i Mozarts opera Così fan tutte
- Guglielmo Tell eller Guillaume Tell - barytonroll iRossinis opera Guillaume Tell
- Guglielmo - barytonroll i Puccinis opera Le Villi